# Сафонов Матвій Євгенович
Матвій Сафонов (рос. Матвей Сафонов, нар. 25 лютого 1999, Ставрополь, Росія) — російський футболіст, воротар французького клубу «Парі Сен-Жермен» і національної збірної Росії.  

## Біографія

### Клубна кар'єра
З дитинства Матвій Сафонов займався різними видами спорту. Серед яких були також плавання та шахи, але обрав він футбол.
Проходив навчання в Академії клубу «Краснодар». Першим тренером воротаря є Олександр Михайлович Рубцов. І у 2015 році Сафонов дебютував у молодіжному складі краснодарського клубу.
У серпні 2017 Сафонов зіграв свій перший матч в основній команді у Прем'єр-лізі. За рік він став основним воротарем команди. А у січні 2019 керівництво «биків» підписало з молодим воротарем довготривалий контракт.
У червні 2024 року Сафонов підписав п'ятирічний контракт з клубом французької Ліги 1 «Парі Сен-Жермен».

### Збірна
З 2015 року Матвій Сафонов грав за різні вікові збірні Росії.
Восени 2020 керівництво першої збірної викликало воротаря на підготовку до матчів Ліги націй проти команд Туреччини та Угорщини. 

## Досягнення
Клубні
«Краснодар»
- Бронзовий призер чемпіонату Росії: 2018/2019, 2019/2020

«Парі Сен-Жермен»
- Переможець Ліги чемпіонів УЄФА: 2024/2025
- Чемпіон Франції: 2024/2025
- Володар Кубка Франції: 2024/2025
- Володар Суперкубка Франції: 2024
- Володар Суперкубка УЄФА (1): 2025

Особисті
- №2 У списку 33 найкращих футболістів чемпіонату Росії 2019/2020
- Кращий молодий футболіст чемпіонату Росії 2019/2020